# اونیشیکی اوچیرو
اونیشیکی اوچیرو (به ژاپنی: 大錦 卯一郎) کُشتی‌گیر سوموی اهل استان اوساکا در کشور ژاپن است که بیست‌وششمین کشتی‌گیر دارای رتبهٔ یوکوزونا محسوب می‌شود. وی در سال ۱۹۱۷ میلادی به این مرتبه ارتقا یافت و در سال ۱۹۲۳ میلادی بازنشست شد. اونیشیکی اوچیرو توانست ۵ بار قهرمان (یوشو) مسابقات سومو شود.